# Kulceratops
Il Kulceratops è un piccolo dinosauro vissuto nel periodo Cretacico inferiore, più precisamente nel tardo Albiano. È uno dei pochi ceratopsidi conosciuti che abbiano vissuto in quell'epoca preistorica.

## Descrizione
Il Kulceratops venne chiamato così dal paleontologo Lev Alexandrovich Nesov nel 1995. Ad oggi se ne conosce una sola specie, nota come Kulceratops kulensis. Il nome deriva dalla formazione rocciosa Khodzhakul, in Uzbekistan, dove i suoi resti sono stati rinvenuti nel 1914 dal geologo Andrei Dmitrievich Arkhangelsky (kul significa lago in uzbeko). Di questo dinosauro sono stati rinvenuti ad oggi pochissimi resti, tra cui una mascella e alcuni frammenti di denti.

## Classificazione
Il Kulceratops appartiene ai ceratopsidi (termine del greco antico che significa testa con le corna), un gruppo di dinosauri con becchi simili a quelli degli odierni pappagalli che vissero in Nord America e Asia. 

## Dieta
Il Kulceratops, come tutti i ceratopsidi, era erbivoro. In quanto tale, è molto probabile che si nutrisse delle piante più diffuse in quell'era, ovvero felci, cicadee e conifere.